# Przeszkoda wieku
Przeszkoda wieku – niemożność zawarcia małżeństwa przez osobę która nie ukończyła odpowiedniego wieku. Jest to przeszkoda występująca zarówno w prawie cywilnym, jak i w prawie kanonicznym.

## Przeszkoda wieku w polskim prawie cywilnym
Osoby zawierające związek małżeński powinny mieć ukończone 18 lat. Z istotnych przyczyn sąd może pozwolić na ślub tylko i wyłącznie kobiety, która ukończyła lat 16. Związku małżeńskiego nie może zawrzeć osoba młodsza. Do ważnych przesłanek uzasadniających wyrażenie zgody przez sąd na zawarcie ważnego, wcześniejszego małżeństwa jest przede wszystkim spodziewanie się potomstwa, a także np. wysokie prawdopodobieństwo śmierci, jednego z nupturientów lub innej okoliczności, z której wynika że zawarcie małżeństwa będzie zgodne z dobrem założonej rodziny. Istotne powody do zawarcia małżeństwa mogą zostać uznane przez Sąd tylko wtedy gdy zawarte małżeństwo pozytywnie prognozuje. Sąd jedynie może wydać zezwolenie, ale nie jest do tego zobowiązany.

### Ciąża a zgoda sądu
Oczekując potomstwa młodzi ludzie często spotykają się z odmową zezwolenia na wcześniejsze zawarcie małżeństwa, gdyż sam fakt ciąży nie jest wystarczający do tego aby sąd wydał pozytywną zgodę, sąd musi stwierdzić, że zawarte małżeństwo będzie udanym, szczęśliwym i trwałym związkiem.

### Unieważnienie związku małżeńskiego
Wystąpić do sądu z żądaniem o unieważnienie zawartego związku małżeńskiego z tytułu braku odpowiedniego wieku może złożyć każdy z małżonków, ale również prokurator, chyba że małżonka jest w ciąży, wtedy tylko ona, a nie jej mąż może wystąpić do sądu.

### Konwalidacja
Uzdrowienie związku małżeńskiego nastaje wraz z osiągnięciem przez nupturientów wymaganego wieku. W tym momencie nie można mówić o możliwości unieważnienia zawartego związku małżeńskiego. W momencie ustania wady prawnej ustaje podstawa by unieważnić ten związek.

## Przeszkoda wieku w prawie kanonicznym
Zgodnie z Kodeksem Prawa Kanonicznego ważne małżeństwo kanoniczne może zawrzeć mężczyzna, który ukończył 16. rok życia i kobieta, która ukończyła 14. rok życia.
Zgodnie z paragrafem 2 kanonu 1083 Konferencja Episkopatu danego kraju może ustalić wyższy wiek do zawarcia godziwego małżeństwa. Konferencja Episkopatu Polski wraz z nowelizacją Kodeksu Rodzinnego i Opiekuńczego w roku 1998 ustaliła, że nupturienci muszą mieć ukończone 18 lat.

### Wiek nupturientów w KPK
Wiek kandydatów ustala się na podstawie ksiąg parafialnych lub na podstawie innych dokumentów, także cywilnych lub rodziców zainteresowanych oraz innych osób znających datę urodzin.
Kanon 203 Kodeksu Prawa Kanonicznego określa zasady w jaki sposób należy obliczać lata. W myśl tego kanonu małżeństwo można zawrzeć dopiero następnego dnia po ukończeniu odpowiedniego wieku.

### Zgoda rodziców nupturientów
Nupturienci, którzy są niepełnoletni, czyli nie ukończyli osiemnastego roku życia winni uzyskać pozwolenie rodziców lub opiekunów prawnych. Ściśle ujmując tyczy się to tylko kobiety, gdyż mężczyzna nie może być dyspensowany. W wypadku negatywnej zgody rodziców lub opiekunów duszpasterz nie może błogosławić takiego małżeństwa bez uzyskania zgody ordynariusza miejsca. Zawarcie małżeństwa przez małoletnich bez zgody ordynariusza miejsca będzie niegodziwe.

### Impedimentum aetatis
Przeszkoda wieku wywodzi się z prawa kościelnego. Prawo naturalne nie wymaga od małżonków ani określonego wieku ani zdolności fizycznych. Prawo kanoniczne wymaga aby małżonek w momencie zawierania małżeństwa posiadał zdolność psychiczną do konsensusu małżeńskiego. Nie wymaga od nupturientów natomiast by w momencie zawierania małżeństwa byli zdolni fizycznie do podjęcia aktu małżeńskiego.Tak więc ważnie może zawrzeć małżeństwo mężczyzna posiadający zdolność psychiczną, ale niebędący w stanie w momencie zawierania małżeństwa do aktu seksualnego z wyłączeniem impotencji.

### Dyspensowanie i ustanie przeszkody wieku
Dyspensy od przeszkody wieku udziela Ordynariusz miejsca, czyli z zasady Biskup diecezjalny. Warunkiem uzyskania dyspensy jest spełnienie wymogów wynikających z prawa naturalnego, czyli posiadanie niezbędnej dojrzałości do konsensusu małżeńskiego. Dyspensę może uzyskać tylko kobieta, która ukończyła 16 rok życia. Natomiast mężczyzna nie ma możliwości uzyskania dyspensy od przeszkody wieku.
Przeszkoda wieku ustaje wraz z momentem uzyskania odpowiedniego wieku do zawarcia związku małżeńskiego zgodnie z prawem kanonicznym. Nie oznacza to jednak, że małżeństwo zawarte nieważnie z tytułu tej przeszkody staje się ważne. Wymagane jest uzdrowienie takiego związku.